# Józefa Szebeko
Józefa Szebeko, Józefina Szebekówna (ur. 2 listopada 1859 w Bokowoje, zm. 4 lub 5 sierpnia 1945 w Głogowcu) – polska działaczka społeczna, publicystka i tłumaczka, senator Rzeczypospolitej Polskiej w latach 1922–1927, przewodnicząca Narodowej Organizacji Kobiet w latach 1919-1921 i 1929-1933.

## Życiorys
Urodziła się 2 listopada 1859 w miejscowości Bokowoje w guberni chersońskiej jako córka Adalberta Edwarda Szebeko (ur. ok. 1815), generała artylerii w armii rosyjskiej, i Leontyny Marii z domu Tripplin (ur. 1839), córki Ludwika Tripplina i bratanicy Teodora Tripplina. Jej bratem-bliźniakiem był Ignacy Szebeko. Edukację odebrała w domu rodzinnym.
Od 1908 kierowała szkołą powszechną dla ok. 200 dzieci, założoną przez Karola Rosego przy ul. Hożej w Warszawie.
Była członkinią zarządu warszawskiego Towarzystwa Kolonii Letnich. W 1915 po ewakuacji do guberni mohylewskiej została wiceprzewodniczącą Komitetu Niesienia Pomocy Ofiarom Działań Wojennych oraz kuratorką ochronki dla dzieci polskich uchodźców.
W 1919 była zatrudniona jako urzędniczka w Ministerstwie Spraw Zagranicznych odrodzonej Polski.
Od 1920 do 1922 roku pracowała w redakcji dziennika „Rzeczpospolita”.
W 1918 wspólnie m.in. z Gabrielą Balicką i Zofią Sokolnicką założyła Narodową Organizację Kobiet, w której pełniła funkcję przewodniczącej zarządu do 1921. W wyborach w 1922 uzyskała mandat senatora; weszła do klubu parlamentarnego Związku Ludowo-Narodowego i została sekretarzem senackiej komisji oświaty i kultury. Również w 1922 założyła Radę Narodową Polek i została jej przewodniczącą. Była członkinią Międzynarodowej Rady Kobiet i uczestniczyła w zagranicznych kongresach, m.in. w XVII Międzynarodowym Kongresie Przeciwalkoholowym w Kopenhadze w 1923, a także w międzynarodowych zjazdach ruchu kobiecego w Waszyngtonie i Genewie. W wyborach w 1928 nie kandydowała. W latach 1928–1932 działała w Radzie Naczelnej i w Komitecie Politycznym Stronnictwa Narodowego; do 1939 brała udział w działalności Narodowej Organizacji Kobiet (w latach 1929-1933 ponownie jako przewodnicząca).
Pozostała niezamężna. Zmarła 4 lub 5 sierpnia 1945 w dawnym majątku swojego brata w Głogowcu w powiecie kutnowskim. Została pochowana na miejscowym cmentarzu, w grobowcu rodziny Zalewskich.

## Publikacje
Pod pseudonimem J. S. przetłumaczyła następujące książki:
- powieść X. Montépin Dziecię nieszczęścia, z języka francuskiego, w 1887,
- książkę J. Brandesa O poezji polskiej w XIX stuleciu. Trzy odczyty, z języka duńskiego, w 1887,
- komedię E. Brandesa (właściwie C. E. Cohen) Odwiedziny, w 1887,
- nowelę J. P. Jacobsena Pani Föus (wydaną w zbiorze Nowele trzy) w latach 1888–1889.

Napisała także jedną powieść Życie syzyfowe, wydaną w Warszawie w 1892.